# Tàm Xá
Tàm Xá hay Tầm Xá là một xã thuộc huyện Đông Anh, thành phố Hà Nội, Việt Nam.

## Địa lý
Xã Tàm Xá nằm ở phía nam huyện Đông Anh, các trung tâm huyện 
khoảng 4,5 km, có vị trí địa lýː
- Phía đông giáp xã Xuân Canh
- Phía tây bắc giáp xã Vĩnh Ngọc và quận Long Biên
- Phía nam giáp quận Tây Hồ và quận Long Biên
- Phía bắc giáp xã Vĩnh Ngọc và xã Xuân Canh

Xã Tàm Xá có diện tích 4,57 km², dân số năm 2022 là 15.158 người, mật độ dân số đạt 3.316 người/km².
Phần lớn diện tích của xã Tàm Xá nằm ngoài đê, trong khi các khu dân cư của xã gồm 2 thôn là thôn Đoài và thôn Đông đều nằm trong đê và xen giữa hai xã Xuân Canh và Vĩnh Ngọc.

## Hành chính
Xã Tàm Xá được chia thành 2 thôn: Đoài, Đông.

## Lịch sử
Tàm Xá là đất huyện Đông Ngàn, trấn Kinh Bắc cũ), Hải Bối (đất huyện Yên Lãng, trấn Sơn Tây cũ), Nhật Tân, Phú Thượng, Tứ Liên (đất huyện Từ Liêm, trấn Sơn Tây cũ). Do đặc điểm này mà làng thường chịu sự chuyển dịch các đơn vị hành chính qua các thời kỳ: thời Lê trung hưng thế kỷ 18 trở về trước địa bàn xã Tàm Xá là đất Tầm Xá châu thuộc huyện Đông Ngàn phủ Từ Sơn xứ Kinh Bắc.
Đầu thời Nguyễn, đầu thế kỷ 19, Tầm Xá là một xã thuộc tổng Hải Bối, huyện Yên Lãng, phủ Tam Đái (Tam Đới) trấn Sơn Tây (sau năm 1831 là phủ Vĩnh Tường tỉnh Sơn Tây nhà Nguyễn).
Năm 1876, Tàm Xá cùng với tổng Hải Bối lại thuộc huyện Đông Anh (mới được thành lập) của phủ Từ Sơn, tỉnh Bắc Ninh.
Năm 1892, Tàm Xá lại được cắt về tổng Phúc Lâm, huyện Vĩnh Thuận, tỉnh Hà Nội.
Năm 1899, Tàm Xá thuộc tổng Phúc Lâm, khu vực ngoại thành Hà Nội.
Năm 1915 – 1942, thuộc tổng Phúc Lâm huyện Hoàn Long.
Đầu năm 1943, lại thuộc Đại lý đặc biệt Hà Nội).
Sau năm 1945, Tàm Xá thuộc quận V ngoại thành Hà Nội.
Năm 
1947 thuộc quận IV.
Năm 1948, sáp nhập ba xã: Tàm Xá, Tam Lạc, Tứ Liên thành xã Liên Châu.
Năm 
1954, xã Liên Châu giải thể, Tàm Xá nhập về quận V (một phần huyện Từ Liêm), 
thành phố Hà Nội.
Ngày 20 tháng 4 năm 1961, Quốc hội ban hành Nghị quyết về việc sáp nhập xã Tàm 
Xá thuộc huyện Từ Liêm vào huyện Đông Anh.

## Kinh tế
Làng Tàm Xá (hay Tầm Xá) tên Nôm là làng Vườn Vải, nằm ven sông Hồng, giữa vùng đất bãi rộng, màu mỡ, rất thuận lợi cho việc trồng dâu nuôi tằm dệt vải. Cùng với tên Nôm, tên chữ của làng cũng phản ánh điều đó (Tàm = tằm tang).
Tục truyền, nghề trồng dâu nuôi tằm của làng có từ thời Hùng Vương. Dân làng còn giỏi xen canh các loại cây rau màu trên vùng đất bãi. Tuy nhiên, bên cạnh những ưu đãi, sông Hồng cũng thường gây lũ lụt cho dân làng, nhiều trận lũ, nước sông dâng lên làm lở hàng vài chục, thậm chí có khi hàng trăm mẫu đất bãi và đặc biệt, làm thay đổi vị trí của làng (năm 1971, lụt lớn, theo chỉ đạo của trên, làng phải rời khỏi vùng bãi để chuyển vào khu vực hiện nay).

## Văn hóa
Trước Cách mạng Tháng Tám 1945, Tàm Xá là làng có dân số trung bình (năm 1928 có 1371 người). Xưa kia trai đinh của làng sinh hoạt trong tám giáp: Đông Thượng, Đông Hạ, Tây Thượng, Tây Hạ, Nam Thượng, Nam Hạ, Bắc Thượng, Bắc Hạ.
Ngày 18 tháng 2 năm 1947, bãi giữa Tàm Xá (bãi Soi) là nơi Trung đoàn Thủ Đô rút qua sông Hồng lên Việt Bắc, bảo toàn lực lượng sau hai tháng cầm cự kháng Pháp trong nội thành Hà Nội.
Làng Tàm Xá hiện còn cả đình và chùa (Linh Ứng Tự) đã được xếp hạng là Di tích lịch sử văn hóa năm 1992. Trong 5 vị thần được thờ thì có đến 3 vị liên quan đến Sơn thần là Tản Viên, Cao Sơn, Quý Minh (anh em con chú con bác với Tản Viên). Điều này phản ánh cuộc chiến đấu chống lũ lụt và ước vọng sống yên bình của cư dân một làng ven sông. Hai vị thần còn lại là Long Linh (chưa rõ sự tích) và Cẩm Phu nhân. Tục truyền, phu nhân vốn là một cô gái đẹp của làng được tuyển vào cung. Bấy giờ, trong làng còn có một người làm Thái giám trong hoàng cung. Ông bố của viên quan Thái giám này cậy thế con đã ức hiếp dân làng. Những người bị đè nén không chịu nổi đã lập mưu giết chết ông ta. Viên Thái giám tâu vua cho giết hết tất cả gia đình những người phạm tội, song bà Cẩm Phu nhân tâu xin vua chỉ trị tội vài người chủ mưu và được vua y thuận. Nhớ công ơn của bà, dân làng Tàm Xá tôn làm thành hoàng, lập miếu thờ. Hiện còn bản sắc phong năm Quang Trung thứ năm (1792) cho phép giả thiết, bà Cẩm làm cung nữ thời vua Lê - chúa Trịnh.
Trong thời kỳ vận động Cách mạng Tháng Tám 1945, Tàm Xá là một điểm trong An toàn khu của Trung ương ở bờ Bắc sông Hồng. Nhiều gia đình nuôi giấu các cán bộ cao cấp của Đảng. Cây gạo ở ngã ba đê Tàm Xá là một điểm liên lạc quan trọng của Trung ương.
Hội làng Vải - hội làng Tàm Xá, chính hội 12 tháng 3 (âm lịch), nhưng thường kéo dài đến 14 tháng 3. Phần hội có trò bơi chải trên sông Hồng, trò múa mặt nạ. Phần lễ có các lễ tế nhập tịch, tế chính tiệc, tế tống tịch, tế yên vị, tế tư văn, tế thánh Tản Viên, Cao Sơn, Quý Minh, Long Linh, Cẩm phu nhân.